# Зайчето Питър (филм)
„Зайчето Питър“ (на английски: Peter Rabbit) е игрална компютърна анимация от 2018 г., базиран на едноименния герой, създаден от Беатрикс Потър, режисиран от Уил Глък и в съавторство от Глък и Роб Либер. Джеймс Кордън играе ролята на гласа на главния герой, с Роуз Бърн, Домнал Глийсън и Сам Нийл в роли на живо, както и с гласовете на Дейзи Ридли, Елизабет Дебики и Марго Роби. Историята на филма се фокусира върху Зайчето Питър, докато той се справя с нови проблеми, когато смъртта на г-н Макгрегър води неговия праплеменник в района, който бързо открива неприятностите, които семейството на Питър може да причини.
Филмът е пуснат в САЩ на 9 февруари 2018 г. за смесени отзиви и е спечелил 351 милиона долара по целия свят. Продължението „Зайчето Питър 2: По широкия свят“ (Peter Rabbit 2: The Runaway) излиза на 17 май 2021 година.

## Актьорски състав
| Актьор             | Роля                                            |
| ------------------ | ----------------------------------------------- |
| Домнал Глийсън     | Томас Макгрегър, праплеменника на г-н Макгрегър |
| Роуз Бърн          | Беа                                             |
| Сам Нийл           | Г-н Макгрегър, прачичото на Томас Макгрегър     |
| Мариан Жан-Баптист | Генерален мениджър на Харудс                    |
| Феликс Уилямсън    | Дерек                                           |

### Озвучаващ състав
| Актьор          | Роля                                                         |
| --------------- | ------------------------------------------------------------ |
| Джеймс Кордън   | Зайчето Питър                                                |
| Марго Роби      | Флопси                                                       |
| Елизабет Дебики | Мопси                                                        |
| Дейзи Ридли     | Пухинка                                                      |
| Колин Муди      | Бенджамин                                                    |
| Сиа             | Мисис Тиги-Мигъл                                             |
| Домнал Глийсън  | Господин Джеръми Рибаря                                      |
| Роуз Бърн       | Джемайма Патрвата патица                                     |
| Сам Нийл        | Томи Язовеца                                                 |
| Файсал Бази     | Господин Тод                                                 |
| Юън Лесли       | Прасчо Любезни                                               |
| Рейчъл Уорд     | Джозефин, майка на Питър, Флопси, Мопси, Пухинка и Бенджамин |
| Брайън Браун    | Бащата на Питър                                              |
| Дейвид Уенъм    | Джони Градската мишка                                        |

## В България
В България филмът е пуснат по кината на 30 март 2018 г. от Александра Филмс.
На 1 октомври 2018 г. е издаден на DVD.

### Синхронен дублаж
| Роля                            | Изпълнител |
| ------------------------------- | --- |
| Зайчето Питър                   | Орлин Павлов |
| Беа                             | Августина-Калина Петкова |
| Томас Макгрегър                 | Борис Кашев |
| Бенджамин                       | Константин Икономов |
| Флопси/Разказвач                | Дайяна Димитрова |
| Мопси                           | Велислава Маринкова |
| Пухинка                         | Мария Пенчева |
| Господин Макгрегър Томи Язовеца | Сава Пиперов |
| Джеръми Рибаря                  | Анатолий Божинов |
| Мисис Тиги-Мигъл                | Ася Рачева |
| Генерален мениджър на Харудс    | Василка Сугарева |
| Господин Тод                    | Константин Лунгов |
| Прасчо Любезни                  | Георги Стоянов |
| Петел                           | Петър Бонев |
| Други гласове                   | Ваня Иванова Васил Бовянски Елена Грозданова Здравко Димитров Ива Стоянова Момчил Степанов Надя Полякова Наталия Полякова Петър Върбанов Пламен Чернев Ралица Стоянова Росен Русев Стефан Младенов Христо Чешмеджиев Юлиян Балахуров Явор Караиванов |
| Хор                             | Весела Делчева Весела Морова Александър Панайотов Константин Бейков |

| Обработка                                     | Александра Аудио            |
| --------------------------------------------- | --------------------------- |
| Преводач                                      | Милена Иванова              |
| Режисьор на дублажа                           | Симона Нанова               |
| Български текст на песните Музикален режисьор | Еделина Кънева              |
| Тонрежисьори                                  | Георги Тончев Пламен Чернев |